# 알리 악바르 하타이
알리 악바르 하타이(ʿAli Akbar Khata'i) (현대 표기 튀르키예어: Ali Ekber Hıtai; fl. ca. 1500–1516)는 16세기 초 페르시아 여행가이자 작가이다. 그의 기원은 확실하지 않다. 1515년 이스탄불(Istanbul)에 와서(혹은 돌아와서) 『중국기행(Ḵaṭāy-nāma 혹은 Khataynameh)』을 출간했다는 것은 알려졌다. 이는 명(明)에 대한 가장 완정한 여행 기록으로 알려져 있다. 페르시아어로 적혀 있지만 후에 투르크어(Turkish)로 번역되었고, 투르크 및 페르시아 무슬림 세계에서 영향력을 끼쳤다.
중동의 인물들처럼 알리 악바르의 이름을 옮겨 적는 방식은 다양하다. 예를 들어 이란 백과사전(Encyclopedia Iranica)에는 ʿAlī Akbar Ḵeṭāʾī로 쓰고 있다.

## 생애
알리 악바르의 기원과 초기 생애에 대해서는 알려져 있지 않다. 이스탄불에서 책을 출간했지만, 이슬람 세계 어디에선가 태어났으리라고 추정될 뿐이며, 심지어 알리 마자헤리(Aly Mazahéri)가 문헌에 근거하여 추정하기로는 중앙아시아 부카라(Bukhara) 혹은 트란속사니아(Transoxania)로 추정된다.
일부 연구자들은 알리 악바르의 이름이 시아파(Shi'ite)를 상징한다고도 본다. 그러나 그의 책은 라쉬둔(Rashidun)으로 알려진, 무함마드(Muhammad)를 계승하였으며 수니파(Sunni)에서 숭배하는 네 명의 칼리프(Four Righteous Caliphs)를 칭찬하기도 한다. 그렇다 해도 설령 시아파에서 태어나 성장하였더라도, 정치적 상황이 변동하면서 종교적 입회를 바꿔야 했을 것이다.
일부에서는 알리 악바르가 상인이었다고도 본다. 그는 책에서 자신을 데르비시(dervish)의 일원인 '칼란다르(qalandar)'라고 지칭하였기 때문이다. 그러나 이는 실제 그가 데르비시의 인원이 아니라 자신의 겸손을 강조하는 비유적 표현일 수도 있다.
그의 별명 하타이(Khata'i)는 '중국의(of China)'라는 의미이다. 이는 그가 중국으로 가서 살았던 것을 의미한다. 최소한 『중국기행』의 소스 중 일부는 그가 중국에서 직접 경험한 것으로 보이지만,
그의 책을 현대 터키어로 번역한 린이민(Lin Yih-Min)은 후안 곤살레스 데 멘도사(Juan González de Mendoza)와 마르코 폴로(Marco Polo)처럼 알리 악바르 역시 실제로 중국으로 여행한 것은 아니며 알리 악바르의 책은 타인의 보고서에 기반한 것이라고 본다.

## 『중국기행』
알리 악바르의 『중국기행』(원뜻은 '중국에 관한 책')은 페르시아어로 작성되었으며, 1516년 이스탄불에서 완성되었고 1520년 출간되었다. 언어에 따라 'Ḵaṭāy-nāma', 'Khataynameh', 'Kanun-name' 등으로 표기되고 있다.
1582년에 오스만 투르크어(Ottoman Turkish)로도 번역되었다. 나중에 투르크 작가들에 의해 사용되었다. 특히 기야트 알딘 나카쉬(Ghiyāth al-dīn Naqqāsh)의 저작과 함께 카팁 셀레비(Katip Çelebi)가 그의 책 『Jihān-numā』에서 중국 정보의 주요 원전으로 사용하였다. 현대 연구자들이 지목하듯, 기야트 알딘과 알리 악바르의 설명은 서로 보충하는 바, 두 작가가 명을 다른 관점에서 보았기 때문이다. 기야트 알딘은 명 영락(永樂) 연간(1403~1424)에 티무르 제국(Timurid) 샤 루흐(Shah Rukh)의 공식 사절로 왔으며, 그의 보고서 대부분은 궁정과 외교 이벤트에 주목하고 있다. 반면 일디코 벨러-한(Ildikó Bellér-Hann)은 알리 악바르를 상인으로 추정하는데, 그랬을 때 알리 악바르는 명나라의 일상에 대하여 잘 묘사하고 있다. 자신의 책에서 알리 악바라는 홍치(弘治) 연간(1488~1505)과 정덕(正德) 연간(1506~1521) 명조 정책에 대하여 기록하였다.

## 현대 연구 및 번역
1883년, 프랑스 샤를 쉐퍼(Charles Schefer)가 페르시아어 원전과 함께 『중국기행』의 세 장을 번역하였다.

## 같이 보기
- 명나라

## 참고문헌
- Schefer, Charles (1883), 〈Trois chapitres du Khitay Namèh. Texte persan et traduction française〉, 《Mélanges orientaux: textes et traductions publiés par les professeurs de l'École spéciale des langues orientales vivantes à l'occasion du sixième Congrès international des orientalistes réuni à Leyde, Septembre 1883》, Volume 9 of Publications de l'École des langues orientales vivantes, E. Laroux, 29–84쪽
- Bellér-Hann, Ildikó (1995), 《A History of Cathay: a translation and linguistic analysis of a fifteenth-century Turkic manuscript》, Bloomington: Indiana University, Research Institute for Inner Asian Studies, ISBN 0-933070-37-3
- Chen, Yuan Julian (2021). Between the Islamic and Chinese Universal Empires: The Ottoman Empire, Ming Dynasty, and Global Age of Explorations, Journal of Early Modern History, 25(5), 422-456. doi: https://doi.org/10.1163/15700658-bja10030